# Słubia
Die Słubia (deutsch Schlibbe, früher auch Schlippe oder Schlaube) ist ein rechter Zufluss der Oder im äußersten Südwesten der polnischen Woiwodschaft Westpommern in der historischen Neumark. Sie hat eine Länge von 30,2 Kilometern und entwässert ein Gebiet von 177,5 km².
Der Fluss entspringt dem Jezioro Białęgi (Belgensee) bei Białęgi (Belgen) und fließt dann zunächst in nordwestliche und westliche Richtung durch den Jezioro Narost (Nordhausener See) bis zum Jezioro Morzycko (Mohriner See), einem der tiefsten Seen Pommerns, und danach durch das Städtchen Moryń (Mohrin). Hinter Moryń wendet sich die Słubia nach Südwesten und fließt in einem dicht bewaldeten und unbesiedelten Tal der Oder entgegen. Das für die Region relativ tief eingeschnittene Tal der Słubia mit seinen sumpfigen Auen und naturbelassenen Wäldern steht unter Naturschutz.
Bei Stare Łysogórki (Alt Lietzegöricke) fließt das Wasser der Słubia für einige Kilometer parallel zum Lauf der Oder durch die Oderaue, bevor es auf der Höhe von Siekierki (Zäckerick) von rechts in den Fluss mündet. Vor dem Oderdurchstich 1753 befand sich die Mündung in den (alten) Oderlauf einige Kilometer weiter westlich.